# Diócesis de Moulins
La diócesis de Moulins (en latín: Dioecesis Molinensis y en francés: Diocèse de Moulins) es una circunscripción eclesiástica de la Iglesia católica en Francia. Se trata de una diócesis latina, sufragánea de la arquidiócesis de Clermont. Desde el 29 de marzo de 2021 su obispo es Marc Beaumont.

## Territorio y organización

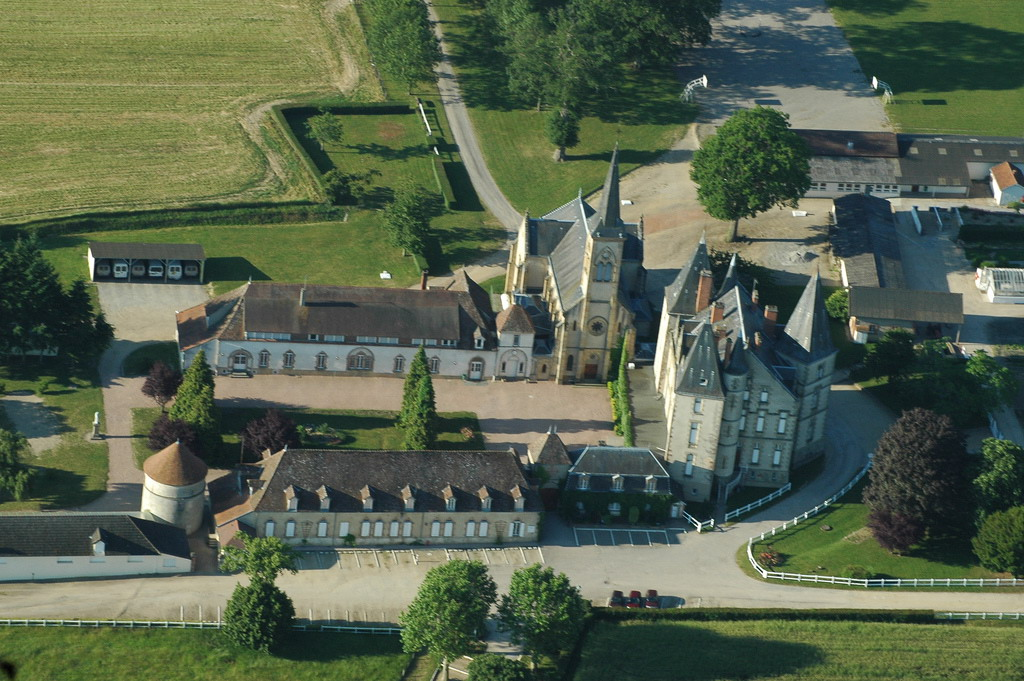
Seminario menor, en Réray

La diócesis tiene 7381 km² y extiende su jurisdicción sobre los fieles católicos de rito latino residentes en el departamento de Allier, en la región de Auvernia-Ródano-Alpes.

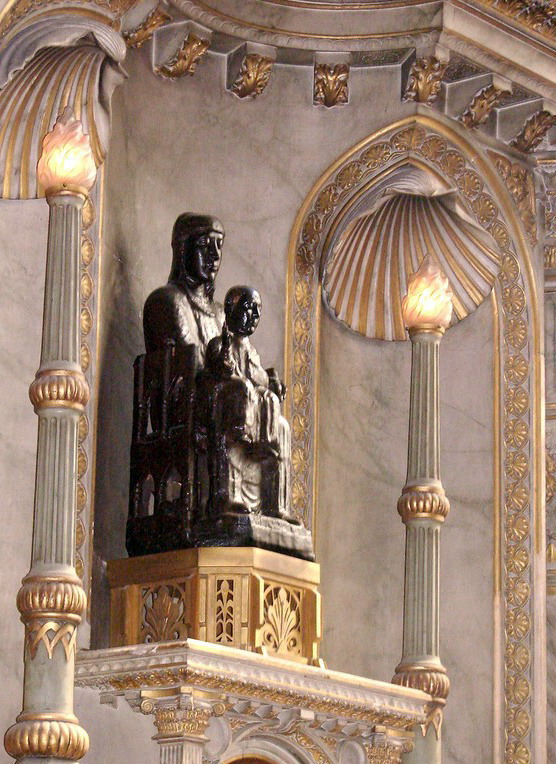
Nuestra Señora de Moulins, patrona de la diócesis

La sede de la diócesis se encuentra en la ciudad de Moulins, en donde se halla la Catedral basílica de Nuestra Señora de la Anunciación.
En 2021 en la diócesis existían 18 parroquias agrupadas en 4 decanatos: Moulins, Montluçon, Vichy y el decanato rural.

## Historia

### La primera diócesis de Moulins
La decisión de erigir la diócesis de Moulins se tomó en 1788 y Étienne Jean-Baptiste des Gallois de La Tour, vicario general de la diócesis de Autun y decano del capítulo de la colegiata de Moulins fue elegido obispo, mientras estallaba la Revolución francesa. Se suspendió la erección de la diócesis; la investidura canónica y la consagración del obispo fueron pospuestas indefinidamente y nunca tuvieron lugar. Para evitar prestar juramento sobre la constitución civil del clero, el obispo se retiró al castillo de la Tour (que hoy se encuentra en la comuna de Saint-Pierre-Laval) y en 1790 emigró. Murió como arzobispo de Bourges en 1820.
Los límites de la diócesis en 1789 no eran los del actual departamento y mucho menos los de la antigua provincia. El territorio estaba formado en Berry por parte de los arciprestazgos de Bourbon y Hérisson y todo el de Chantelle; en Auvernia, en el lado del arciprestazgo de Souvigny sobre el Bouble, dejando al este el arciprestazgo de Limagne y descendiendo por Varennes y Lapalisse hasta el Besbre, en el arciprestazgo de Cusset. Además, los dos arciprestazgos de Moulins y Pierrefitte estaban dentro del territorio de la diócesis.

### La diócesis constitucional de Allier
En 1790 François-Xavier Laurent, cura de Huillaux, fue nombrado obispo constitucional de Allier.
Diputado del clero del senescalato de Bourbonnais en los estados generales, Laurent fue uno de los primeros del orden clerical en pasar a la cámara de los comunes, cuando se constituyeron en asamblea nacional el 16 de junio de 1789; había apoyado la supresión de los diezmos y salarios del clero y, el 17 de diciembre siguiente, prestó juramento a la constitución civil del clero. Proclamado obispo, se hizo consagrar en París por su colega en la asamblea constituyente, Henri Grégoire, obispo de Blois. La constitución civil del clero eximía a los obispos electos de recurrir a la Santa Sede para obtener aprobación y recibir autorización para ejercer sus funciones. Por lo tanto, el obispo constitucional Laurent se apresuró a tomar posesión, con gran fanfarria, de su asiento en la colegiata de Notre-Dame, convertida en catedral de la diócesis de Allier. Los canónigos que se negaron a prestar juramento fueron entonces destituidos y sustituidos por dieciséis vicarios episcopales nombrados por el obispo.
Laurent no permaneció mucho tiempo en la sede de Moulins. Las persecuciones contra los eclesiásticos que se habían negado a prestar juramento pronto se extenderían a aquellos que, a pesar de haberlo jurado, eran sospechosos de moderatismo. Para escapar de la persecución, algunos se hicieron apóstatas, otros se casaron, otros se entregaron a los excesos de la revolución; todos se quitaron el hábito eclesiástico que había sido proscrito y volvieron al estado laical. Laurent se refugió en Clermont-Ferrand, donde murió y recibió honores fúnebres dignos de la dignidad que había tenido.
Luego tuvo un sucesor. En plena revolución y antes de que se interrumpiera completamente el culto, el anciano vicario de la parroquia de Iseure, Buteaux-Dupoux, que había prestado juramento y había seguido la sede de su parroquia, se trasladó a la iglesia carmelita de Moulins, aspiraba al episcopado. Fue a París y se hizo consagrar obispo por Henri Grégoire, como su predecesor, regresó a Moulins para tomar posesión de la diócesis, vestir el hábito episcopal y oficiar en la catedral. Pero su jurisdicción, impugnada por el clero, no se extendía más allá de los muros de la catedral. Poco después se abolió el culto católico. El obispo llegó a París donde murió tras el restablecimiento del culto en 1803 y fue honrado con un funeral episcopal por decisión del gobierno.
La catedral se convirtió en templo de la razón.

### El regreso del culto
Cuando se calmó la persecución contra los sacerdotes, algunos eclesiásticos se atrevieron a retomar el ministerio en las iglesias devastadas, tolerados por las autoridades y solicitados por los fieles. Sin grandes medios de subsistencia, estos sacerdotes se enfrentaban a las necesidades más urgentes del culto. Algunos eclesiásticos se reunieron entonces en Moulins para ejercer allí su ministerio, bajo la autoridad del abad Roux, administrador de la diócesis de Autun, de la que aún dependían formalmente Moulins y todas las parroquias del Allier que no reconocían la constitución civil del clero. Roux se instaló en Moulins y, apoyado por los fieles, restauró la iglesia de Notre-Dame, reabrió las principales iglesias y prohibió el culto a la Razón y a los teofilántropos.
Cuando el primer cónsul restableció el culto católico en Francia, el nuevo concordato, firmado en París el 15 de julio de 1801, suprimió la diócesis de Allier e incorporó su territorio a la diócesis de Clermont. Moulins volvió a ser residencia de un vicario general, como antes de la revolución.
Después del regreso de los Borbones al trono, la primera preocupación del abad Roux fue recordar al rey Luis XVIII el voto de Luis XVI, que, de acuerdo con el papa Pío VI, había erigido la diócesis de Moulins. El nuevo rey de Francia no tardó en ocuparse de los cambios al concordato de 1801, respecto al nombre y circunscripción de las diócesis; claramente quería poner fin al cisma surgido en Francia tras las protestas del papa Pío VII contra el concordato firmado en Fontainebleau el 13 de febrero de 1813. Las relaciones diplomáticas restablecidas ya en 1814 en la corte papal fueron continuadas por el conde de Blacas d'Aulps. El 11 de junio de 1815 estas negociaciones concluyeron con un convenio entre el papa Pío VII y el rey Luis XVIII, que restableció el Concordato de Bolonia, firmado por el papa León X y el rey Francisco I de Francia. El departamento de Allier estaba entonces destinado a formar el territorio de una diócesis que formaba parte de la provincia eclesiástica de Sens y cuya sede se establecía en Moulins. Fueron necesarios seis años para que se implementaran las disposiciones del concordato.

### La nueva diócesis de Moulins
La diócesis, restablecida por el concordato de 1817 y confirmada por la posterior bula Commissa divinitus del 27 de julio, derivó su territorio de partes de las diócesis de Autun, Bourges y Clermont, para corresponder a las fronteras administrativas del departamento de Allier. La nueva diócesis era sufragánea de la arquidiócesis de Sens. Sin embargo, tras las dificultades encontradas por el concordato, que no fue aprobado por el parlamento, esta erección no tuvo efecto y la cuestión quedó suspendida hasta 1822. En este año finalmente se llegó a un acuerdo para la aplicación de las decisiones de 1817, que fueron confirmadas por la bula Paternae charitatis del papa Pío VII el 6 de octubre, y puestas en vigor el 30 del mismo mes. M. Antoine de La Grange de Pons fue elegido obispo de Moulins y la colegiata de Moulins fue elevada a la dignidad de catedral. Consagrado en la catedral Notre-Dame de París el 13 de julio de 1823 , el nuevo obispo tomó posesión de la diócesis el 5 de septiembre. Fue recibido con gran fanfarria por las autoridades municipales. El 7 de septiembre de 1823 de Pons instituyó el cabildo catedralicio, formado por 2 vicarios generales, 9 canónigos y 3 canónigos honorarios y, el 8 de septiembre, celebró pontificiamente por primera vez en su catedral. En esta ocasión se consagró él mismo, la catedral y la diócesis a María Santísima, estableciendo a la Natividad de la Virgen como patrona de la diócesis.
Cada una de las diócesis de donde se originó la diócesis de Moulins tenía su propia liturgia galicana. Para que todas las parroquias celebrasen la misma liturgia, de Pons adoptó el ritual y el misal de la diócesis de Clermont para toda la diócesis. Para regular el canto litúrgico publicó en 1826 un breviario (Breviarium Molinense), un gradual (Graduale Molinense) y un antifonario (Antiphonarium Molinense).
El nuevo obispo no tardó mucho en visitar la diócesis, incluso en los pueblos más pequeños. Ochenta parroquias se quedaron sin sacerdotes y muchas iglesias fueron cerradas o abandonadas. Se encargó de llenar los vacíos fomentando las vocaciones eclesiásticas y solicitando sacerdotes de las diócesis cercanas. Obtuvo así la erección de muchas parroquias. El seminario menor ya había sido creado, y en 1826 fundó el seminario mayor diocesano que confió a los padres maristas en 1843. También fue responsable de la creación de un fondo de asistencia social para sacerdotes discapacitados y sin dinero.

### La romanización de la diócesis
El pontificado del segundo obispo de Moulins, Pierre Simon de Dreux-Brézé, marcó la vida de la diócesis. Al tomar posesión de Moulins el 30 de abril de 1850 era el obispo francés más joven, con sólo 38 años. Permaneció al frente de la diócesis durante casi 43 años, hasta su muerte el 5 de enero de 1893, cuando era el obispo francés de mayor edad.
La labor realizada por este prelado de tendencias legitimistas y ultramontanas durante su largo episcopado, que se prolongó durante todo el Segundo Imperio francés y durante los primeros 22 años de la Tercera República francesa, fue considerable: fue responsable de la creación de múltiples congregaciones religiosas y del regreso de la orden de Visitación a Moulins, donde había fallecido su fundadora, santa Juana Francisca Frémyot de Chantal, así como la fundación de instituciones educativas como la Institution du Sacré-Cœur de Moulins en 1880. Emprendió la construcción y restauración de una cuarenta iglesias entre 1850 y 1870, inaugurando entre otras la iglesia de San Luis en Vichy el 2 de julio de 1865 y la iglesia de San Saturnino en Cusset el 16 de mayo de 1868. Pierre Simon de Dreux-Brézé inició importantes obras en la Catedral de Moulins, que se había quedado pequeña: duplicó la superficie de la nave central y construyó las dos naves laterales y la armoniosa fachada con las dos torres de 81 metros de altura. Estas ampliaciones arquitectónicas se realizaron en estilo neogótico, bajo la influencia de Eugène Viollet-le-Duc. El arquitecto parisino Jean-Baptiste-Antoine Lassus —que fue responsable de la restauración de la Catedral de Chartres, la Sainte-Chapelle y la Catedral de Notre Dame de París de la que construyó la sacristía— inició las obras, que tras su muerte fueron continuadas por Millet y Selmersheim, en 1857.
El altar mayor de la catedral, coronado por un tabernáculo, estaba dispuesto al "estilo romano": contrariamente al uso más extendido en la época, se colocaba delante del coro y no al final del ábside. A continuación, el obispo y los canónigos celebraron misa de cara a la nave. A partir de 1937, el altar mayor se trasladó a la parte trasera del coro: el obispo y los canónigos celebraron a partir de entonces mirando hacia el este, simbolizando a Cristo, en la misma dirección que los fieles.
Es sobre todo en el ámbito de la liturgia donde Dreux-Brézé dejó su huella. Bajo la influencia de Prosper Guéranger, iniciador del movimiento litúrgico, muy crítico con los ritos de las diócesis francesas, impuso el rito romano en la diócesis con la ordenanza del 21 de noviembre de 1853. Moulins fue así una de las primeras diócesis francesas en sustituir su rito por el romano. Conny, decano del cabildo catedralicio, publicó un ceremonial romano que fue durante mucho tiempo un libro de referencia litúrgica. De este modo los canónigos de Moulins obtendrían el privilegio de llevar la cappa magna en el coro en verano y en invierno. El segundo obispo de Moulins fue también uno de los promotores del canto gregoriano e hizo publicar los graduales y antifonarios para las arquidiócesis de Reims y Cambrai.
El obispo introdujo en la diócesis una forma de vestimenta litúrgica inspirada en las antiguas casullas y dalmáticas romanas que existían antes de la moda "barroca", como se puede ver en las ilustraciones del liturgista Bartolomé Gavantus en el siglo XVI. Tienen forma ovalada, a menudo decoradas con una cruz latina en la espalda y una simple banda en la parte delantera, y eran un poco menos anchas que las que siguieron en Francia unas décadas más tarde.
Hasta los años anteriores al Concilio Vaticano II, la liturgia en la catedral seguía siendo muy solemne. Allí se observaban perfectamente los antiguos usos del rito romano. En las funciones pontificias mayores, el capítulo asistía a desfile, es decir, los canónigos llevaban la sobrepelliz y el rochet, el amito y la vestimenta correspondiente a su rango: la capa para los dignatarios, la dalmática para los canónigos-diáconos y la tunicella para los canónigos-subdiáconos. Esta antigua costumbre representaba la participación activa de cada orden del clero en la acción del obispo.
Las cuentas de los seminarios Opera dei de la diócesis, publicadas entre 1852 y 1902, muestran la fragilidad de las finanzas de la Iglesia en este período y el limitado impacto que esta obra tuvo sobre la burguesía y la nobleza, reflejando el compromiso de monseñor de Dreux-Brézé a favor de las vocaciones sacerdotales por las que hipotecó sus bienes personales.

### Era contemporánea
El 19 de junio de 1988 se aprobó un nuevo proprio dei santi, por la que se reconoce como patrona principal de la diócesis a Notre-Dame de Moulins, cuya fiesta se fija para el 19 de junio, día de su coronación en 1910.
A partir de los años noventa del siglo pasado, el territorio diocesano ha experimentado una notable reorganización, que ha reducido el número de parroquias de más de 300 en 1990 a las 18 actuales. Además, se han creado 4 decanatos en sustitución de los 11 anteriores: tres de ellos reúnen las parroquias de las aglomeraciones urbanas de Moulins, Montluçon y Vichy, mientras que el otra reúne a las parroquias rurales.
El 8 de diciembre de 2002, con la reorganización de los distritos diocesanos franceses, Moulins pasó a formar parte de la provincia eclesiástica de la arquidiócesis de Clermont.

## Estadísticas
Según el Anuario Pontificio 2022 la diócesis tenía a fines de 2021 un total de 199 850 fieles bautizados.
| Año                                                                             | Población            | Población | Población      | Sacerdotes | Sacerdotes    | Sacerdotes    | Bautizados por sacerdote | Diáconos permanentes | Religiosos | Religiosos | Parroquias |
| Año                                                                             | Bautizados católicos | Total     | % de católicos | Total      | Clero secular | Clero regular | Bautizados por sacerdote | Diáconos permanentes | Varones    | Mujeres    | Parroquias |
| ------------------------------------------------------------------------------- | -------------------- | --------- | -------------- | ---------- | ------------- | ------------- | ------------------------ | -------------------- | ---------- | ---------- | ---------- |
| 1950                                                                            | 350 000              | 375 845   | 93.1           | 379        | 275           | 104           | 923                      |                      | 194        | 475        | 320        |
| 1970                                                                            | 360 000              | 386 533   | 93.1           | 254        | 214           | 40            | 1417                     |                      | 75         | 382        | 315        |
| 1980                                                                            | 372 500              | 379 400   | 98.2           | 225        | 185           | 40            | 1655                     | 1                    | 109        | 372        | 317        |
| 1990                                                                            | 295 000              | 357 000   | 82.6           | 194        | 144           | 50            | 1520                     | 11                   | 100        | 340        | 319        |
| 1999                                                                            | 298 200              | 361 700   | 82.4           | 121        | 112           | 9             | 2464                     | 19                   | 102        | 251        | 60         |
| 2000                                                                            | 299 000              | 362 700   | 82.4           | 112        | 103           | 9             | 2669                     | 19                   | 45         | 181        | 66         |
| 2001                                                                            | 284 000              | 344 721   | 82.4           | 114        | 106           | 8             | 2491                     | 19                   | 52         | 255        | 57         |
| 2002                                                                            | 284 000              | 344 721   | 82.4           | 108        | 100           | 8             | 2629                     | 19                   | 82         | 218        | 50         |
| 2003                                                                            | 284 000              | 344 721   | 82.4           | 114        | 102           | 12            | 2491                     | 18                   | 142        | 213        | 50         |
| 2004                                                                            | 293 012              | 344 721   | 85.0           | 109        | 97            | 12            | 2688                     | 19                   | 129        | 198        | 58         |
| 2013                                                                            | 349 800              | 351 700   | 99.5           | 84         | 73            | 11            | 4164                     | 18                   | 114        | 126        | 18         |
| 2016                                                                            | 340 000              | 342 729   | 99.2           | 88         | 58            | 30            | 3863                     | 21                   | 89         | 113        | 18         |
| 2019                                                                            | 205 970              | 343 290   | 60.0           | 89         | 53            | 36            | 2314                     | 21                   | 92         | 101        | 18         |
| 2021                                                                            | 199 850              | 333 065   | 60.0           | 82         | 45            | 37            | 2437                     | 23                   | 87         | 94         | 18         |
| Fuente: Catholic-Hierarchy, que a su vez toma los datos del Anuario Pontificio. |                      |           |                |            |               |               |                          |                      |            |            |            |

## Episcopologio
- Antoine de La Grange de Pons † (16 de mayo de 1823-23 de septiembre de 1849 falleció)
- Pierre-Simon de Dreux-Brézé † (7 de enero de 1850-5 de enero de 1893 falleció)
- Auguste-René-Marie Dubourg † (19 de enero de 1893-6 de agosto de 1906 nombrado arzobispo de Rennes)
- Emile-Louis-Cornil Lobbedey † (10 de agosto de 1906-5 de mayo de 1911 nombrado obispo de Arras)
- Jean-Baptiste-Etienne-Honoré Penon † (8 de mayo de 1911-21 de junio de 1926 renunció)[nota 4]
- Jean-Baptiste-Auguste Gonon † (31 de agosto de 1926-21 de abril de 1942 falleció)
- Georges-Clément-Joseph-Edouard Jacquin † (7 de octubre de 1942-25 de abril de 1956 falleció)
- Francis-Albert Bougon † (2 de agosto de 1956-2 de diciembre de 1975 renunció)
- André Bernard Michel Quélen † (2 de diciembre de 1975 por sucesión-1 de octubre de 1998 retirado)
- Philippe Xavier Ignace Barbarin (1 de octubre de 1998-16 de julio de 2002 nombrado arzobispo de Lyon)
- Pascal Roland (27 de enero de 2003-15 de junio de 2012 nombrado obispo de Belley-Ars)
- Laurent Percerou (14 de febrero de 2013-11 de agosto de 2020 nombrado obispo de Nantes)
- Marc Beaumont, desde el 29 de marzo de 2021